# Galaktion Tabidse

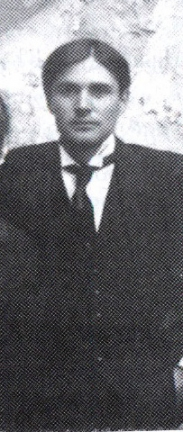
Galaktion Tabidse, 1915

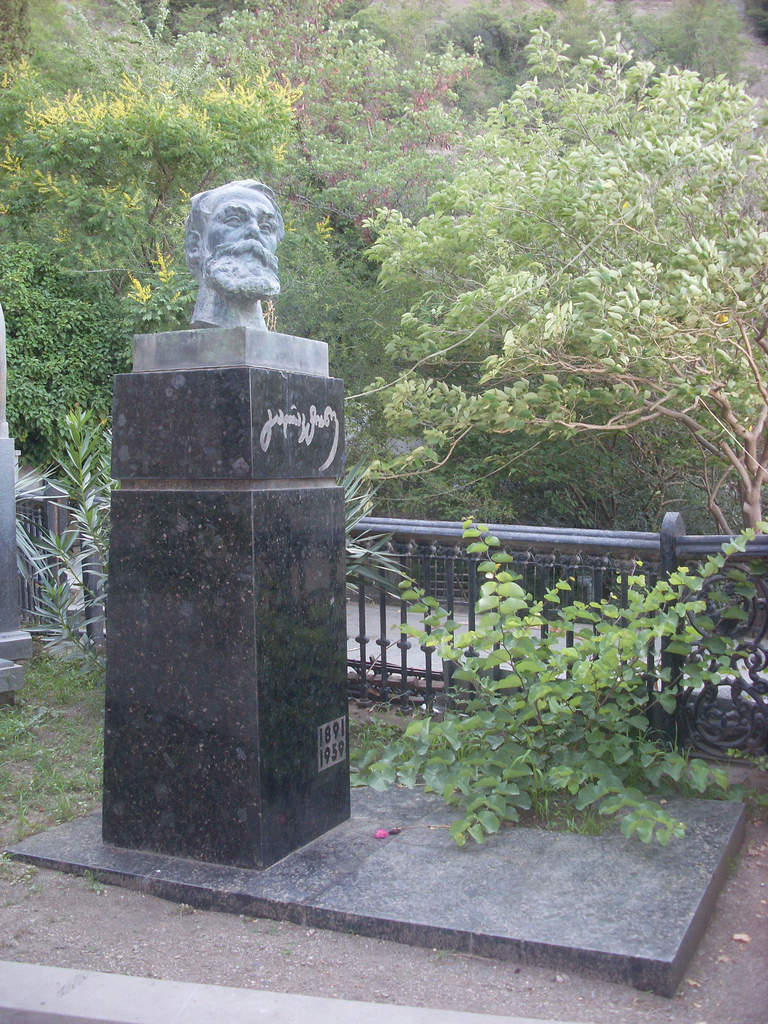
Grab Galaktion Tabidses auf dem Pantheon in Tiflis

Galaktion Tabidse (georgisch გალაკტიონ ტაბიძე; * 6. November 1891 in Tschqwischi bei Wani; † 17. März 1959 in Tiflis) war ein georgischer Lyriker und Mitbegründer der avantgardistischen Dichtergruppe Blaue Hörner.

## Leben
Tabidse besuchte das Georgische Gymnasium in Kutaissi und absolvierte danach das Theologische Seminar in Tiflis. Bereits mit 16 Jahren begann er Gedichte zu veröffentlichen. Sein erster Gedichtband erschien 1914, sein zweiter, Künstliche Bluumen, 1916. Er wurde ein großer Publikumserfolg. Die Gedichte waren vom französischen Symbolismus beeinflusst, thematisierten klangvoll und lautmalerisch Einsamkeit, Isolation, Lieblosigkeit und albtraumartige Ahnungen. Besonders populär waren die Gedichte Ohne Liebe (1913), Ich und die Nacht (1913), Der Wind weht (1924) sowie Der Mond von Mtazminda. 1915 wurde er Mitbegründer der Schriftstellergruppe Blaue Hörner, die eine wichtige Rolle bei der Erneuerung der georgischen Literatur spielte und durch radikale literarische Experimente von sich reden machte.
Die Sowjetunion tolerierte den populären Dichter, setzte ihn jedoch unter Druck. Seine Gedichte wurden zunächst kryptischer und albtraumartiger. Ende der 1920er-Jahre wandte er sich vom Symbolismus ab, suchte Zuflucht in einem staatlich geduldeten, patriotisch orientierten Realismus: „Wir geben unser Herz unserem Land.“ Zwischen den Zeilen karikierte er die sowjetische Politik. Während der Stalinschen Säuberungen Ende der 1930er-Jahre wurden seine Ehefrau Olga und sein Schwager vom NKWD verhaftet. Seine Frau starb 1944 in einem sibirischen Arbeitslager, der Schwager wurde erschossen. Tabidse wurde depressiv und entwickelte sich zum Alkoholiker. 
In Tiflis war er eine bekannte Erscheinung, wenn er volltrunken durch die Gassen wanderte und Selbstgespräche führte. Nur noch gelegentlich verfasste er Gedichte, unter anderem einen 80-Zeiler zum Ruhme der Kathedrale von Nikorzminda in Ratscha. 1959 wurde er mit irreparablen Gesundheitsschäden in ein Krankenhaus eingeliefert. Wenige Tage später sprang er dort aus einem Fenster im dritten Stock und erlag seinen schweren Verletzungen. Er wurde auf dem Pantheon in Tiflis begraben. Sein Grab ziert eine Bronzebüste.
Der Komponist Gija Kantscheli verwendete Texte von Tabidse für sein zwischen 1984 und 1985 entstandenes Requiem Lichte Trauer, der Dirigent Jansug Kachidse vertonte Der Mond von Mtazminda für Sinfonieorchester und die Stadt Tiflis ehrte ihn mit einem Denkmal und einem Straßennamen.
Tabidse war mit Olga Okudschawa verheiratet und war ein Cousin des Dichters Tizian Tabidse, der wie er der Gruppe Blaue Hörner angehörte.

## Werke
- Pfirsichblüten. In: Bedi Kartlisa, Paris 1958
- Der Mond von Mtazminda. In: Bedi Kartlisa, Paris 1972
- Galaktion Tabidse. Unabhängige Verlagsbuchhandlung Ackerstrasse, Berlin 1991, ISBN 3-86172-025-6
- Ten Poems. Ganatleba, Tbilisi 1975
- Stihotvoreniâ. Sovetskii pisatel, Moskva/Leningrad 1983